# 스와 나나카
스와 나나카(일본어: 諏訪 ななか, 1994년 11월 2일 ~ )는 일본의 여성 성우. 사이타마현 출신. 러브라이브 선샤인의 마츠우라 카난의 성우이다. 애칭은 스와와.